# X-Ray Spex
X-Ray Spex var ett brittiskt punkband som bildades 1976.

## Bandets karriär
Medlemmarna i X-Ray Spex var sångerskan Poly Styrene, gitarristen Jak Airport, basisten Paul Dean, trummisen Paul "BP" Hurding samt Lora Logic, som spelade saxofon. Saxofonen blev ett av gruppens speciella kännetecken. Det andra var sångerskan och frontfiguren Poly Styrenes karaktäristiska röst och framtoning. Hon var inte konventionellt attraktiv, hade tandställning och sa en gång att "Om någon försökte göra en sexsymbol av mig skulle jag raka huvudet i morgon".
X-Ray Spex var aktiva mellan 1976 och 1979. Under den tiden släppte de fem singlar, varav "Oh Bondage, Up Uours!" är den mest ihågkomna, och ett album, Germ free adolescents. 1979 tröttnade Poly Styrene på att turnera och lämnade bandet för att släppa ett soloalbum. Utan henne splittrades bandet.
1995 återförenades bandet och gav ut albumet Conscious consumer, för att sedan återigen gå separata vägar.
Poly Styrene dog av bröstcancer den 27 april 2011. Jak Airport dog av cancer 13 augusti 2004.

## Medlemmar
- Poly Styrene (Marion Elliot) – sång
- Jak Airport (Jack Stafford) – gitarr
- Paul Dean – basgitarr
- Paul 'B. P.' Hurding – trummor
- Lora Logic (Susan Whitby) – saxofon
- Rudi Thomson – saxofon

## Diskografi
Singlar
- "Oh Bondage, Up Yours!" (1977)
- "The Day The World Turned Day-Glo" (1978)
- "Identity" (1978)
- "Germ Free Adolescents" (1978)
- "Highly Inflammable" (1979)

Album
- Germ Free Adolescents (1978)
- Conscious Consumer (1995)